# 마그네슘-24
마그네슘-24(영어: magnesium-24, 24Mg)는 마그네슘 동위 원소의 일종으로, 마그네슘의 안정 동위 원소 3가지 중 하나이다. 원자핵은 양성자 12개와 중성자 12개로 구성되어 있으며, 자연에서 발견되는 마그네슘의 약 79%가 마그네슘-24이다. 원자 질량은 23.985041700이다.

## 생성 및 이용
마그네슘-24는 나트륨-24, 알루미늄-24, 규소-25, 인-26, 인-28 등의 핵종이 방사성 붕괴하여 생성된다. 한편, 자연에서 약 10% 정도 존재하는 또다른 마그네슘의 안정 동위 원소인 마그네슘-26은 주로 반감기가 약 72만 년인 알루미늄-26의 방사성 붕괴를 통해 생성된다. 이를 이용하여  26Mg / 24Mg 비율과 27Al과 24Mg의 비율을 분석하면 암석이나 원시 운석의 연대를 측정할 수 있는 단서가 된다.

## 같이 보기
- 마그네슘 동위 원소
- 마그네슘-26
- 알루미늄-26
- 마그네슘-25

| 가벼운 핵종 마그네슘-23 | 마그네슘의 동위 원소 | 무거운 핵종 마그네슘-25 |

| 어미핵종: 나트륨-24, 알루미늄-24 규소-25, 인-26, 인-28 | 마그네슘-24의 붕괴 사슬 | 없음 |